# Останино (Томская область)
Останино — посёлок в Томской области России, входит в состав муниципального образования «Город Кедровый».

## История
Законом Томской области от 14 октября 2004 года № 219-ОЗ "О наделении статусом городского округа и установлении границ муниципального образования «Город Кедровый» посёлок Останино вошёл в состав муниципального образования «Город Кедровый».

## География
Посёлок расположен на реке Чузик (бассейн Оби), у впадения в неё притока Коньга. Река Коньга разделяет Останино от села Пудино того же муниципального образования.

## Население
| 2002 | 2010 | 2012 | 2013 | 2014 | 2015 | 2021 |
| ---- | ---- | ---- | ---- | ---- | ---- | ---- |
| 330  | ↘281 | ↘280 | ↗283 | ↘268 | ↘261 | ↘152 |

## Инфраструктура
Личное подсобное хозяйство.

## Транспорт
Дороги местного значения, просёлочные дороги.